# Barrage du Veurdre
Le projet de barrage du Veurdre (entre les départements de l'Allier et de la Nièvre) visait à écrêter les crues à son aval. Il est appelé ainsi d'après la commune du Veurdre, sur laquelle il devait être implanté. Ce projet a été abandonné en raison d'une forte mobilisation des riverains de l'Allier et de la Loire, qui avaient formé l'association Loire vivante.

## Caractéristiques
Son rôle aurait été d'atténuer l'importance des crues, en permettant leur stockage en amont des zones à risques. Il n'avait pas vocation à être rempli en dehors de ces crues. Dimensionnement : 15 mètres de haut pour 900 mètres de long. La capacité du lac de retenue était de 140 millions de m³. Son coût aurait été d'environ 1 milliard de francs, lié notamment aux expropriations qu'il aurait nécessitées. Ce projet était porté par l'Établissement public d’aménagement de la Loire et de ses affluents.